# ピノッキオ (映画)
『ピノッキオ』（原題: Pinocchio）は、ロベルト・ベニーニ監督、脚本、主演による2002年の映画作品である。カルロ・コッローディの童話『ピノッキオの冒険』を原作とした実写作品である。

## あらすじ
イタリア・トスカーナ地方、夜明け前のフィレンツェの街を200匹のネズミに引かれた馬車が青い妖精を乗せ走り抜ける。妖精の放った青い蝶が止まった一本の丸太は生き物のように跳ね回り、街中を転がっていく。やがて、その丸太はジェペットじいさんの手に渡り、彼はその木で男の子の人形を作るとピノッキオと名付けた。ところが、人形は完成するとすぐにあちこち走り回り、好き勝手のし放題。そしてイタズラの度が過ぎて鼻が伸びてしまったピノッキオの前に妖精が現われ、ピノッキオは良い子になって人間になることを誓う。

## キャスト
| 役名                             | 俳優                           | 日本語吹替             |
| -------------------------------- | ------------------------------ | ---------------------- |
| ピノッキオ                       | ロベルト・ベニーニ             | ユースケ・サンタマリア |
| 青い妖精                         | ニコレッタ・ブラスキ           | 島本須美               |
| ジェペット                       | カルロ・ジュフレ               | 永井一郎               |
| メドーロ（御者）                 | ミーノ・ベレイ                 | 山野史人               |
| ルシーニョロ（ロバにされる友達） | キム・ロッシ・スチュアート     | 平田広明               |
| グリッロ・パルランテ（コオロギ） | ペッペ・バーラ                 | 青野武                 |
| 火喰い親方                       | フランコ・イァヴァローネ       | 銀河万丈               |
| キツネ                           | ブルーノ・アレーナ             | 後藤哲夫               |
| ネコ                             | マックス・カヴァラリ           | 清水明彦               |
| 裁判官                           | コーラッド・パニ               |                        |
| バターマン（ロバを売る男）       | ルイス・モルテーニ             |                        |
| サーカス団長                     | アレッサンドロ・ベルゴンゾーニ | 松井範雄               |

## 評価
イタリア国内での最高興行収入記録を更新した。
ダヴィッド・ディ・ドナテッロ賞では6部門でノミネートされ、衣裳デザイン賞と美術賞の2部門で受賞している。しかしRotten Tomatoesでは57のレビューすべてが批判的なもので、平均点は10点満点で2.4点であった。第23回ゴールデンラズベリー賞では6部門でノミネートされ、ピノッキオ役のロベルト・ベニーニと英語音声を吹き替えたブレッキン・メイヤーが最低主演男優賞を受賞した。